# Antoni Martí
Antoni Martí Petit (Las Escaldas-Engordany, 30 de julio de 1963-Meritxell, 6 de noviembre de 2023) fue un arquitecto y político andorrano que fue jefe de Gobierno de Andorra desde el 12 de mayo de 2011 hasta el 15 de mayo de 2019.

## Biografía
Martí Petit nació en la parroquia de Las Escaldas-Engordany el 30 de julio de 1963. Cursó los estudios de Arquitectura en la Universidad de Toulouse, en Francia. 
Su implicación en la política comienza en 1994 con el Partido Liberal de Andorra (PLA), siendo uno de sus fundadores, primero como parlamentario, tomando decisiones controvertidas como el voto en contra de la Constitución y posteriormente como "conseller general" hasta 1997, siendo reelegido para ocupar el cargo de nuevo en 2001. Ocupa este cargo hasta 2003, cuando decide presentarse a las elecciones comunales, en las cuales es elegido Cónsul Mayor de Las Escaldas-Engordany.
Al frente de la coalición de centro-derecha Demócratas por Andorra (DA) ganó las elecciones de 2011 con el 55% de los votos, y el 12 de mayo del mismo año se convierte en jefe de Gobierno del principado pirenaico. En marzo de 2015 se presentó a las elecciones obteniendo solo el 37% de los votos, resultando reelegido y aun así sigue gobernando en mayoría nuevamente con 15 de los 28 Consellers Generals, en una de las legislaturas más polémicas de la historia del país, salpicada por numerosos escándalos, como los papeles de Panamá, en el que apareció su ministro de finanzas, que finalmente dimitió.  
No se presentó a las elecciones parlamentarias de Andorra de 2019, porque la Constitución de Andorra prohíbe estar más de dos mandatos en el cargo. Por lo tanto, dejó la presidencia de Demócratas por Andorra y abandonó la política. 
El 6 de noviembre de 2023 murió súbitamente debido a un paro cardiorrespiratorio.